# 9416 Miyahara
A 9416 Miyahara (ideiglenes jelöléssel (9416) 1995 WS) a Naprendszer kisbolygóövében található aszteroida. Kobajasi Takao fedezte fel 1995. november 17-én.